# Seljani, Plužine
Seljani este un sat din comuna Plužine, Muntenegru. Conform datelor de la recensământul din 2003, localitatea are 74 de locuitori (la recensământul din 1991 erau 77 de locuitori).

## Demografie
În satul Seljani locuiesc 57 de persoane adulte, iar vârsta medie a populației este de 42,2 de ani (45,4 la bărbați și 38,6 la femei). În localitate sunt 22 de gospodării, iar numărul mediu de membri în gospodărie este de 3,36.
Populația localității este foarte eterogenă.
|  |

| Demografie | Demografie | Demografie |
| An         | Locuitori  | Locuitori  |
| ---------- | ---------- | ---------- |
|            |            |            |
|            |            |            |
|            |            |            |
|            |            |            |
| 1948       | 276        |            |
| 1953       | 296        |            |
| 1961       | 281        |            |
| 1971       | 204        |            |
| 1981       | 99         |            |
| 1991       | 77         | 77         |
| 2003       | 74         | 74         |

| \| Componența etnică conform recensământului din 2003[2] \| Componența etnică conform recensământului din 2003[2] \| Componența etnică conform recensământului din 2003[2] \| Componența etnică conform recensământului din 2003[2] \| Componența etnică conform recensământului din 2003[2] \| \| ----------------------------------------------------- \| ----------------------------------------------------- \| ----------------------------------------------------- \| ----------------------------------------------------- \| ----------------------------------------------------- \| \| \| \| \| \| \| \| Sârbi \| Sârbi \| \| 42 \| 56,75% \| \| Muntenegreni \| Muntenegreni \| \| 32 \| 43,24% \| \| necunoscută \| necunoscută \| \| 0 \| 0% \| |              |  |    |        |
| Componența etnică conform recensământului din 2003 |              |  |    |        |
| |              |  |    |        |
| Sârbi | Sârbi        |  | 42 | 56,75% |
| Muntenegreni | Muntenegreni |  | 32 | 43,24% |
| necunoscută | necunoscută  |  | 0  | 0%     |